# Crataegus mexicana
Crataegus mexicana (глід мексиканський) — вид рослин із родини трояндових (Rosaceae).

## Біоморфологічна характеристика
Це колючий листопадний кущ, а частіше, дерево, 4–6(10) метрів у висоту, часто з кущовою формою росту. Рослина більш-менш вічнозелена в кліматичних умовах з м'якою зимою, але буде знелистнена, якщо температура впаде нижче -8 °C. Жовтий чи жовто-помаранчевий, кулястий чи дещо неправильної форми плід (1.2)1.5–2.5(до 20) мм в діаметрі, часто більш-менш ворсинчастий, особливо в молодості. У центрі плоду є до п'яти досить великих насінин.

## Середовище проживання
Росте по всій Мексиці й у Гватемалі, переважно в Центральній Мексиці; передбачається, що поширення в південній Мексиці та Гватемалі пов'язане з інтродукцією корінними групами із центральної Мексики, які були змушені іммігрувати туди іспанцями на початку колоніальних часів. Інтродукція: Коста-Рика, Еквадор, Сальвадор. Вид окрайцевий у хмарних лісах, але частіше зростає в порушених дубових або сосново-дубових лісах, часто у вторинній рослинності; часто охороняють і культивують уздовж доріг, в живоплотах, а також на присадибних ділянках; на висотах від 2000 до 2850 метрів.

## Використання

#### як їжа
Плоди вживають сирими чи приготовленими (мармелад, джем, желе, сироп, регіональні солодощі) чи сушать. Багато вітаміну С. М'якуш борошнистий і соковитий з легким яблучним смаком. Фрукти продають на місцевих ринках. Іноді вирощують як декоративний.

#### як ліки
Плід і кора використовуються в народній медицині. Хоча жодних конкретних згадок про цей вид не було помічено, плоди та квіти багатьох видів глоду добре відомі в трав'яній народній медицині як тонізувальний засіб для серця, і сучасні дослідження підтвердили це використання.

#### інше
Плоди традиційно використовують для прикраси вівтарів на мексиканський День мертвих. Дерево може мати певне значення як посухостійке. Деревина Crataegus, як правило, має хорошу якість, хоча вона часто занадто мала, щоб мати велику цінність. Деревина цінується для використання в токарній справі та традиційно використовується для таких цілей, як виготовлення ручок для інструментів, киянок та інших дрібних предметів.

## Назва
Рослина також відома як мансаніта, мансанілья, індіанська мансанілья, чилійська мансанілья, техокотера, техокота.

## Галерея

дерево
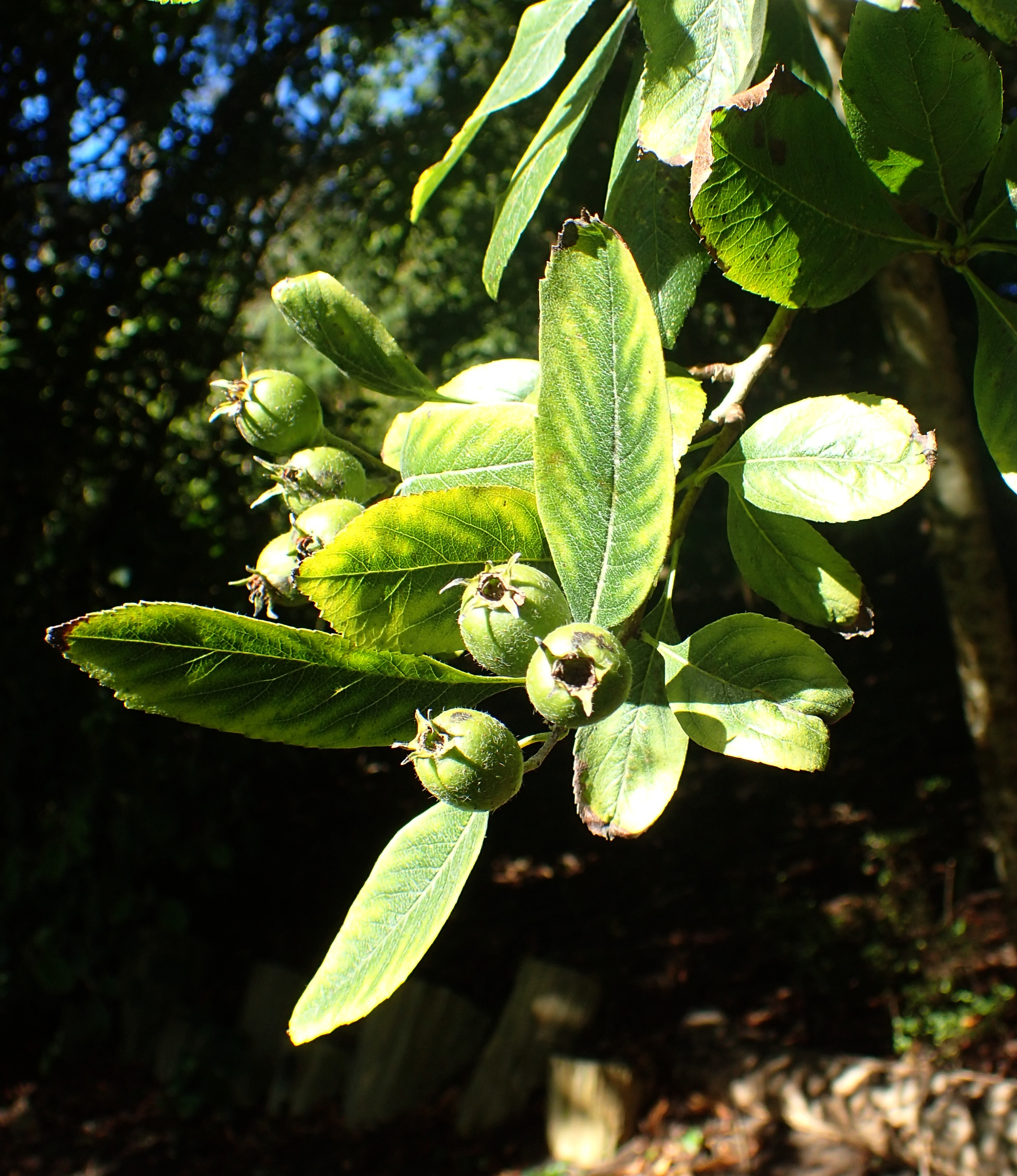
листки
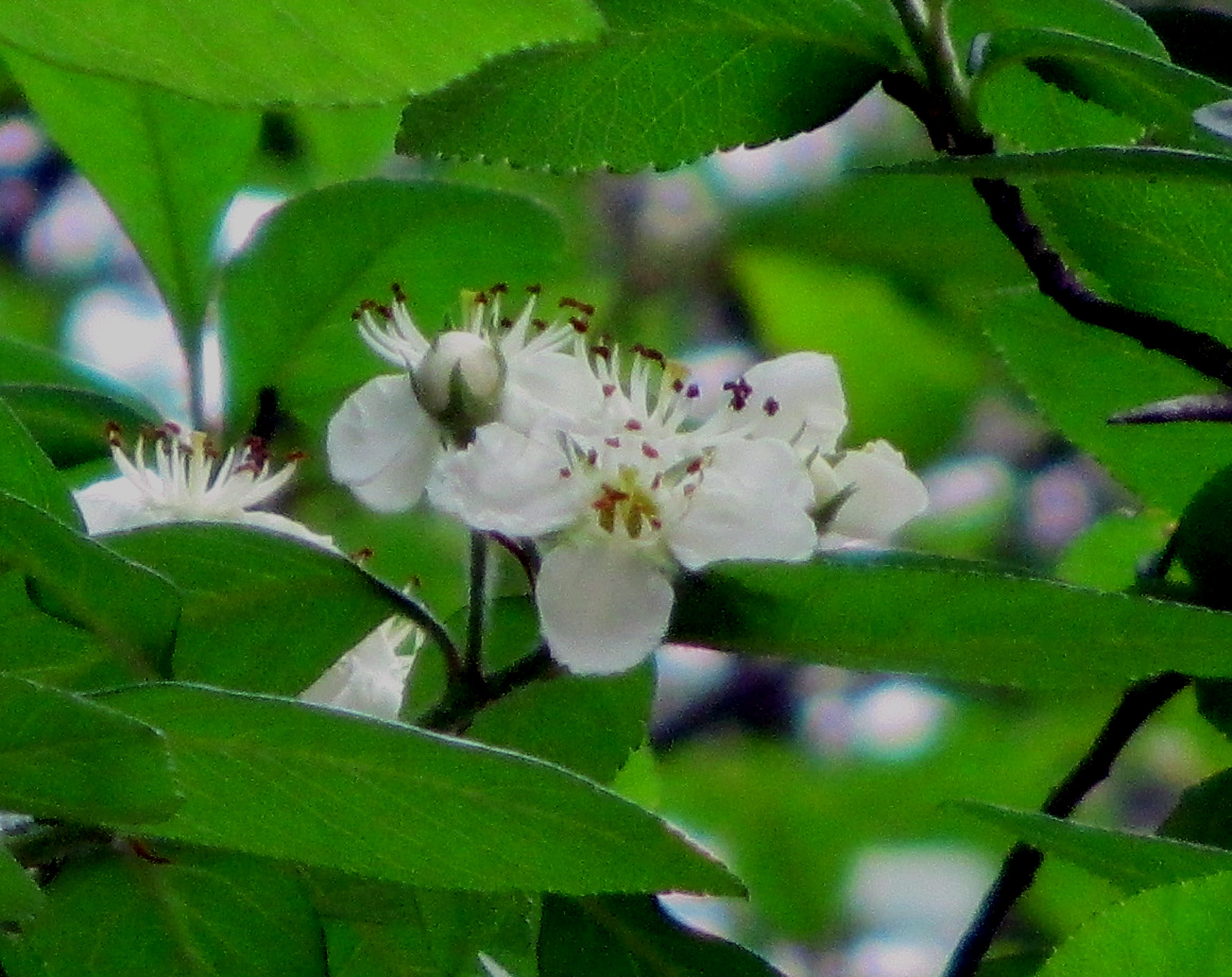
квітки
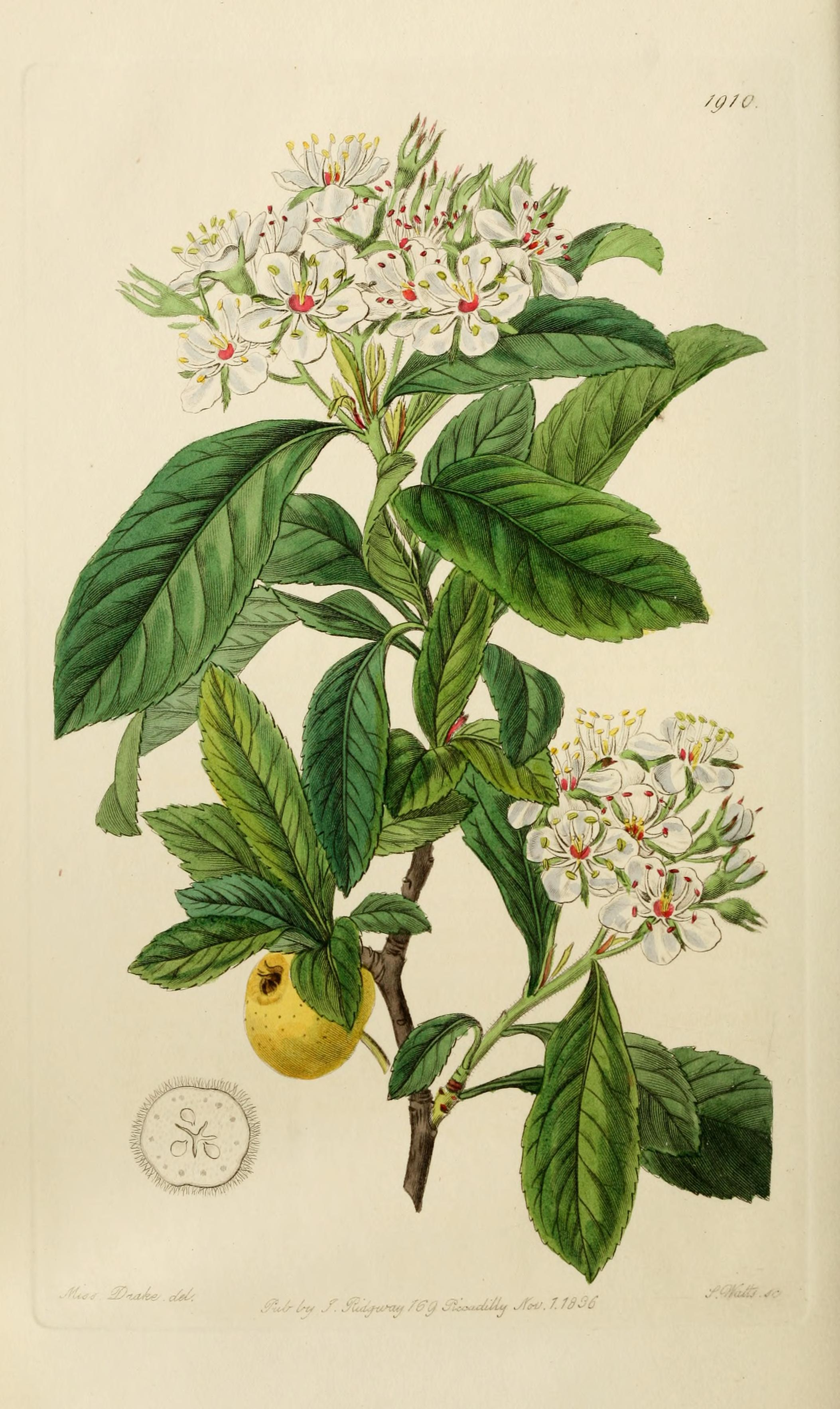
ілюстрація
традиційна мексиканська страва